# Jacques Zimmermann
 (mars 2017).
Pour les articles homonymes, voir Jacques Zimmermann (homonymie).
Jacques Zimmermann, né le 7 septembre 1929 à Hoboken en Belgique, est un peintre belge, membre de l'Académie royale de Belgique depuis janvier 2001, lauréat du prix Gaston Bertrand 2014 et membre du mouvement Phases depuis 1957. Professeur de dessin à l'Institut Saint-Luc de Bruxelles, il a par ailleurs exercé des activités de marionnettiste (Théâtre des Galopins, Téléchat (1re saison)), de décorateur de théâtre (Théâtre national de Belgique, Théâtre royal du Parc) et de caricaturiste (Pourquoi pas ?).
À l'écart des courants dominants des arts visuels contemporains, Jacques Zimmermann se singularise par son enracinement dans l'histoire de la peinture (Joachim Patinier, la nature morte hollandaise, William Turner, etc.) tout en affirmant sa proximité avec des mouvements contemporains tels l'abstraction lyrique (Hans Hartung, Karl-Otto Götz) et le surréalisme (Max Ernst, Yves Tanguy).

## Biographie
Né le 7 septembre 1929 à Hoboken (Anvers, Belgique), Jacques Zimmermann doit affronter en 1941 la mort brutale de son père, le docteur Jules Zimmermann, en 1941, et la rupture avec son enfance (son plus proche ami était le futur écrivain Jef Geeraerts). Il s'installe un an plus tard avec sa mère à Bruxelles. C'est là qu'il découvre les paysagistes flamands et hollandais. Il entame des études de dessinateur à l'Institut Saint-Luc.
Après la guerre, il commence à exposer à la librairie-galerie Saint-Laurent de Philippe-Edouard Toussaint, où se retrouvent de nombreux jeunes artistes novateurs (Léopold Plomteux, Jo Delahaut, Jean Milo, Camiel Van Breedaem, Jacques Lacomblez, Marie Carlier, etc.), jusqu'à ce qu'il réponde à la petite annonce de deux anciens membres du « Théâtre Flottant » de Marcel Cornélis, Monique Heckmann et Pierre Saffre, cherchant un collaborateur pour leur tournée de marionnettes au Congo belge.
Ce long séjour d'un an au Congo va marquer l’œuvre de Jacques Zimmermann, moins par la rencontre de l'art africain que par la nature exubérante qu'il découvre au gré de la tournée, et qui restera une source récurrente d'inspiration.
Après son retour, il est nommé professeur de composition en dessin à l'Institut secondaire de Saint-Luc, tandis qu'il découvre grâce à Jacques Lacomblez le mouvement Phases d'Edouard Jaguer, qu'il rejoint dès 1957.
Durant les années 1960 et 1970, il mène une triple carrière de peintre, professeur de dessin et marionnettiste (au sein du « théâtre des Galopins », théâtre pour enfants itinérant, jouant dans les écoles de Bruxelles et Wallonie, et dont il est l'un des fondateurs). Le poids de cette triple activité est l'une des raisons de l'interruption presque totale de sa carrière de peintre entre 1974 et 1979.
Dans les années 1980, l'activité de marionnettiste s'allège et se déplace vers la télévision. Jacques Zimmermann est ainsi le manipulateur de Groucha, la marionnette vedette de l'émission Téléchat d'Henri Xhonneux et Roland Topor.
Durant ces années, il expose essentiellement à l'International Art Gallery de Lasnes. En 1990, il participe à l'exposition « Phases-Belgique », à Mons, aux côtés des anciens collaborateurs de la revue Edda.
Sa carrière de peintre prend peu à peu le dessus, alors que s'achève sa carrière de marionnettiste, puis, en 1994, d'enseignant. Depuis, il continue son œuvre dans son atelier de Beersel, au sud de Bruxelles. En 1996, une rétrospective de son œuvre est organisée à la maison communale de Schaerbeek.
En 2014, il est le récipiendaire du Prix Gaston Bertrand, récompensant « un peintre belge de 45 ans au moins, ayant sa démarche propre et ses moyens inventés par lui, pour rendre visible son monde intérieur. » À cette occasion a lieu une grande rétrospective au Centre d’art du Rouge-Cloître.

## Œuvre

### Période végétale (1952–1960)
Si, avant le départ pour le Congo, Jacques Zimmermann explore plusieurs styles de peinture, encore souvent figuratifs, c'est à partir du retour qu'il affirme son originalité. Les œuvres de cette époque marquent l'influence de peintres « gestuels » comme Hans Hartung ou Karl Otto Götz, mais une gestuelle croisée des végétations tropicales, une gestuelle foisonnante et frémissante. Ainsi s'enracine un élément fondamental et récurrent de son œuvre, ces herbes fines qui strient la toile, lui conférant dynamisme et profondeur. Les tonalités dominantes de cette période sont le jaune, le vert.
- La Femme à la tortue, 1952
- Au-delà du ravin, 1959
- Par où fuir, 1960

### Période minérale (1960–1964)
Au végétal s'ajoute désormais, dans une abstraction plus dense que lyrique, une abstraction matérielle, une tonalité minérale qui colore l’œuvre de gris et de brun, et lui offre les accidents et les profondeurs du relief.
- Vers la savane, 1959
- Sans titre, 1960

### Période dramatique (1964–1970)
Réunissant le dynamisme des années 1950 à la densité de la période « minérale », cette période se caractérise par une dramatisation, entre vertige et tourbillon. Elle voit naître quelques œuvres maîtresses, comme Le Puits et la Pendule ou Après le silence.
- Le Puits et le Pendule, années 1960
- Lettre à un passager, 1962
- Après le silence,1965

### Période fantastique (1970–1974)
Un changement radical se produit lors de cette période, changement de style et de technique. L'abstraction cède le pas à une figuration onirique où dominent des êtres ambigus, à peine dégrossis de leur terreau abstrait, mi-insectes, mi-personnages théâtraux. À côté d’œuvres peintes naissent des œuvres au feutre à essence, grands dessins noir et blanc où Jacques Zimmermann intègre l'influence des dessins d'Albrecht Dürer.
Parmi les œuvres peintes de cette période s'impose « Torotoumbo, hommage à Miguel Angel Asturias » (130x195 cm), où s'affrontent des mages insectiformes et squelettiques, rouge ou blanc, à l'orée d'une cité-jungle se convulsant sous un ciel tempétueux. Par la présence des éléments végétaux et minéraux, le dynamisme des traits et la dramatisation de la scène, cette peinture apparaît comme une somme provisoire de l’œuvre de Jacques Zimmermann.
C'est à cette époque qu'il réalise pour le Théâtre National le décor de « Dans les griffes du dragon » de Frédéric Latin.
- Éminence coléoptère, 1973
- Torotoumbo, hommage à Miguel-Angel Asturias, 1974

### Période géométrique (1980–1984)
Après une interruption de son œuvre peint durant quelques années, Jacques Zimmermann revient à la peinture par le détour de cahier de dessins purement abstraits. La géométrie qui s'empare de son œuvre reste néanmoins habitée de mouvements, de profondeurs et de présence. Peu à peu, les réminiscences et les exigences des œuvres passées (les siennes, celles des peintres anciens) vont ouvrir ce monde aux horizons et aux rencontres.
- La Mémoire palatine, années 1980
- Le Secret des glaces, années 1980

### Période classique (1984–aujourd'hui)
À partir de 1984, Jacques Zimmermann s'appuie sur tous les ressorts de ses périodes antérieures pour créer un œuvre à la fois stable dans ses moyens d'expression et expérimental dans son exploration de techniques et styles variés. L'influence des peintres anciens se fait plus marquante, Turner particulièrement, mais aussi Munch, les paysagistes hollandais, etc., sans que se perde la leçon des contemporains : Götz, Ernst, Tanguy, etc. On notera[style à revoir] à cette époque des œuvres quasi-monochromatique. Ou encore une série de peintures où s'impose un fond doré, influencée par l'usage qu'en fit Gustav Klimt. Toute abstraite qu'elle soit, cette dernière partie de son œuvre peut se caractériser souvent en des termes classiques : «Marines », « portraits », « natures mortes ». Elle rend présent dans la modernité de la gestuelle abstraite le legs des anciens, qu'elle prolonge ainsi de sa rigueur et de son lyrisme virtuose.
- Les étapes de l’œuvre Lady Macbeth sauvée des eaux, 1987-1993
- Un matin d'oiseau clair, 1994
- La Clef d'autre part, 1995
- Le Pèlerin volubile, 2006

### Œuvres dans les musées
- L'Infracassable Noyau de nuit, Royal Museums of Fine Arts of Belgium
- Les Promeneurs, Royal Museums of Fine Arts of Belgium
- Vedute I, Collection d'art de l'ULB

### Autres œuvres
À côté de son œuvre peint, Jacques Zimmermann est aussi l'auteur de nombreuses aquarelles et dessins en noir et blanc, ainsi que d'assemblages et de décors de théâtre.
- Sans titre, 3 aquarelles, 2006
- Pour « L'Autre Alceste », d'Alfred Jarry, dessin 1975
- La Rivière décapitée, dessin 1975
- Dessin, 1994
- Napoleone enfant visitant Bruxelles accompagné de sa maman Lætitia, Assemblage, 2005.

### Ouvrages illustrés[10]
- Revue Edda no 5 (Couverture) Bruxelles, 1964.
- Jacques Lacomblez, L'aquamanile du vent, Éditions Edda, Bruxelles, 1962.
- L'Avanguardia Internazionale (gravure), Galerie Schwarz, Milan, 1962.
- Monique Heckmann, Seulement le vent, Lettera Amorosa, Saint-Pierre Capelle, 1962.
- Jacques Lacomblez, Le balcon sur le fleuve, Ed. L'empreinte et la nuit, Bruxelles, 1977.
- Claude Tarnaud, L'Iris tournoyant, Ed. L'empreinte et la nuit, Bruxelles, 1979.
- Gilles Dunant, L'oiseau, Ed. Mèche, Genève, 1984.
- Philippe Roberts-Jones, Toi et le tumulte, Le Cormier, Bruxelles, 1993.
- Jacqueline Fontyn, Éphémères, Per archi, Halo, Psalmus Tertius (Couverture disque), Aulos  MusiKado, 1992
- Guy Cabanel, Le Verbe flottant, Quadri (collection « L'échelle de verre »), Bruxelles, 2007

## Principales expositions
- 1951 / 60 : Galerie Saint-Laurent, Bruxelles
- 1960 : Selected Artists Galleries, New York
- 1969 : Galerie Arcanes, Bruxelles
- 1975 : Galerie J. Buytaert, Anvers
- 1978 / 83 : Mosciecki Centrum, Bruxelles
- 1988 / 2001 : International Art Gallery, Lasne, Belgique
- 1994 : Hôtel de la Jurage, Bourg sur Gironde, France
- 1995 : Maison communale de Schaerbeek, Bruxelles, Belgique
- 2000 : Antilope Art Gallery, Lier, Belgique
- 2008 : Wolubilis, Woluwé-Saint-Pierre, Belgique
- 2014 : Centre d'art de Rouge-Cloître, Auderghem, Belgique